# 샤토시농 (캉파뉴)

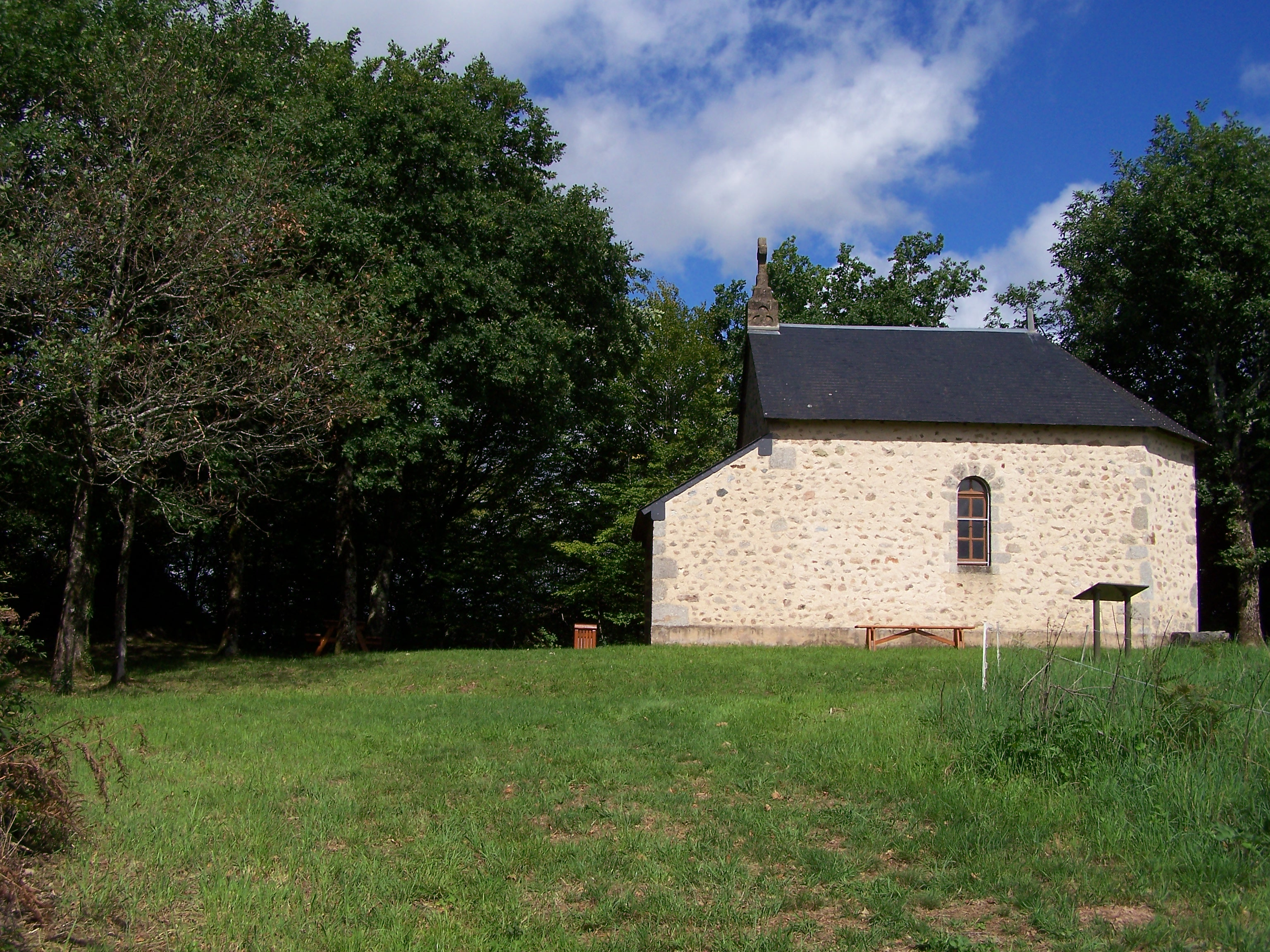
샤토시농 예배당

샤토시농(프랑스어: Château-Chinon, 정식 명칭: 샤토시농 (캉파뉴)(Château-Chinon (Campagne))은 프랑스 부르고뉴 니에브르주에 위치한 도시로 면적은 28.39km2, 인구는 617명(2008년 기준), 인구 밀도는 22명/km2이다.

시 문장